# Бернгард фон дер Борх
Бернгард фон дер Борх (нім. Bernhard von der Borch, д/н — 1486/1488) — 39-й магістр Лівонського ордену в 1471—1483 роках.

## Біографія

### Кар'єра
Походив з впливового вестфального роду Борхів, що з середини XIV ст. пов'язаний з вищим керівництвом Лівонського ордену. Син Фрідріха фон дер Борха, лицаря Лівонського ордену в Фелліні й перновського комтура, та Альберти Брейтгаузен. Дата народження Бернгарда невідома, проте вже у 1451 році стає лицарем Лівонського ордену в Везенберзі. 20 років брав участь у походах лівонських військ.
1471 року призначається комтуром марієнбурзьким. Того ж року стає ландмаршалом Ордену (фактично другою особою). Невдовзі очолив змову проти магістра Йоганна Вальдгауна фон Герсе, якого було звинувачено у корупції. Того було схоплено та запроторено у Венденський, де той невдовзі помер. Новим магістром Лівонського ордену став Бернгард фон дер Борх.

### Початок урядування
Спрямував зусилля для зміцнення внутрішнього й зовнішнього становища Ордену, яке розглядав через посилення впливу посади магістра й особистої влади. Спочатку 1472 році в Вольмарі уклав 10-річний мирний договір з ризьким архієпископом Сильвестром Стодешевером та магістратом Риги. Проте кожна зі сторін готувалася до збройною боротьби. Це було викликано бажанням фон дер Борха приборкати архієпископа та Ригу, які були фактично незалежними й мали значні володіння в Лівонії. Стодешевер спирався на підтримку Папського престола та Швеції. Союзником його також був дерптський єпископат, а курляндський і езельський оголосили про нейтралітет. 1472 року магістр заснував в Вендені монетний двір, що карбував шиллінгі й талери.

### Конфлікт із Москвою
Втім магістра деякий час не мав змоги боротися з ризьким архієпископом, оскільки головною загрозою постало посилення Великого князівства Литовського, яке встановило зверхність над Псковською республікою, з якою 1473 року в Лівонського ордену закінчувалося перемир'я. Ще більшою небезпекою для Ордену Бернгард фон дер Борх розглядав знищення 1471 року Новгородської республіки військами великого князя московського Івана III, що становило безпосередню загрозу Лівонії.
Підбурені великим князем представники Пскову у 1472 році фактично зірвали перемовини з лівонськими послами щодо продовження перемир'я на наступні 9 років. Скориставшись цим 1473 року московське військо на чолі із князем Данилом Холмським підійшло до кордонів Ордену. В цій ситуації магістр у 1474 році погодився сплачувати Москві так звану «юр'ївську данину» (за місто Дерпт), чим на думку Івана III заклав підвалини визнання залежності Лівонського ордену від Великого князівства Московського (в подальшому не сплата данини або борг за неї став приводом до Лівонської війни). Після цього було укладено 30-річне перемир'я між лівонським орденом і Псковською республікою.

### Протистояння з Ригою
Вирішивши складну проблему відносин з Москвою, Бернгард фон дер Борх спрямував зусилля на централізацію Лівонії. Для цього вирішив подолати архієпископа Сильвестра Стодешевера, що не визнавав авторитету Ордену. У 1477 році магістр втрутився у конфлікт ризького магістрату і архієпископа на боці першого. У 1478 році усі сторони конфлікту подавали скарги до Папського престолу.
Разом з тим Стодешевер готувався до війни проти Риги. Наприкінці року в замок Саліс прибуло 200 шведських найманців. Розглянувши це як привід для відкритих військових дій, Бернгард фон дер Борх атакував Саліс, змусивши його залогу здатися. Слідом за цим підкорив усі володіння архієпископа, а самого Стодешевера було схоплено й запроторено до замку Кокенгаузен, де той незважаючи перебував до смерті у 1479 році. Після повалення Стодешевера фон дер Борх поставив новим архієпископом свого стриєчного брата (за іншими відомостями небожа) Симона ван дер Борха, ревельського єпископа, якого не визнав папа римський Сикст IV та ризький магістрат. 1479 року Бернгарда фон дер Борха було відлучено від церкви.

### Війна з Москвою і Псковом
Протягом 1478 року стосунки між Лівонським орденом та Псковською республікою погіршувалися внаслідок нападів на лівонських та псковських купців. Також напруженню сприяло те, що цього ж року Новгородська республіка офіційно була ліквідована й приєднана до Великого князівства Московського. Бернгард фон дер Борх вирішився скористатися конфліктом великого князя московського Івана III з Ахматом, ханом великої Орди. За деякими відомостями магістр лівонського ордену був союзником останнього.
У січні 1480 року лівонські війська атакували Псковську республіку, проте не змогли захопити міста Гдов і Псков. У відповідь московсько-псковські війська сплюндрували околиці Дерпту. Навесні й влітку того ж року Бернгард фон дер Борх двічі пробував захопити Ізборську, проте марно. Тоді рушив до Пскову, який вперше було піддано потужному гарматному обстрілу. В результаті було знищено посад і навколишні укріплення. Внаслідок цього в місті утворилася група знатних осіб на чолі із посадником Іваном Пукишевим, що вирішили здати місто. Проте московські воєводи, що перебували в Пскові викрили змову. Тому магістр Лівонського ордену, не маючи сил подолати опір, відступив.
У 1481 року три московських війська вдерлися до Лівонії. Бернгард фон дер Борх чинив незначний спротив, зрештою втікши до Риги. Ворог захопив міста Венден і Феллін, сплюндрував значні області від псковського кордону до Риги. 1 вересня 1481 року було укладено 10-річне перемир'я між Лівонським орденом і великим князівством Московським, яке загалом підтверджувало попередню угоду між Орденом і Псковом.

### Повалення
Поразка у війні з Москвою завдала військового, політичного та економічного удару Лівонському ордену. Тому спроби Бернгарда фон дер Борха після завершення війни приборкати ризький магістрат виявилися невдалими. Почалася війна Ордену з Ригою.
При цьому магістр спирався на підтримку Фрідріха III Габсбурга, імператора Священної Римської імперії, що передав Ригу та Ризьке архієпископство під владу Ордену, а ризький магістрат — на Папським престол. Невдовзі папа римський Сикст IV призначив нового ризького архієпископа Стефана Грубе, що дало моральну основу Риги вести війну за його права. В свою чергу магістр Ордену не зміг домогтися якогось військового успіху, тому уклав 2-річне перемир'я.
Прибуття архієпископа Стефана Грубе до Риги став приводом до відновлення бойових дій. Бернгард фон дер Борх не зміг відвоювати замок Кокенгаузен, а ризькі загони зайняли важливу фортецю Динамюнде. За цим змусили магістра відступити до Вендена. Невдачі у війні з Ригою викликало невдоволення лицарів та комтурів, які влаштували змову проти Бернгарда фон дер Борха, якого було позбавлено посади. Решту життя провів у замку Леаль, де помер у 1486 або 1488 році. Новим магістром Лівонського ордену став Йоганн Фрідріх фон Лорінкгофен.